# Golfinho-de-dentes-rugosos
Golfinho-de-dentes-rugosos (Steno bredanensis) é um cetáceo da família dos delfinídeos encontrado em águas tropicais e temperadas de todos os oceanos.

## Descrição

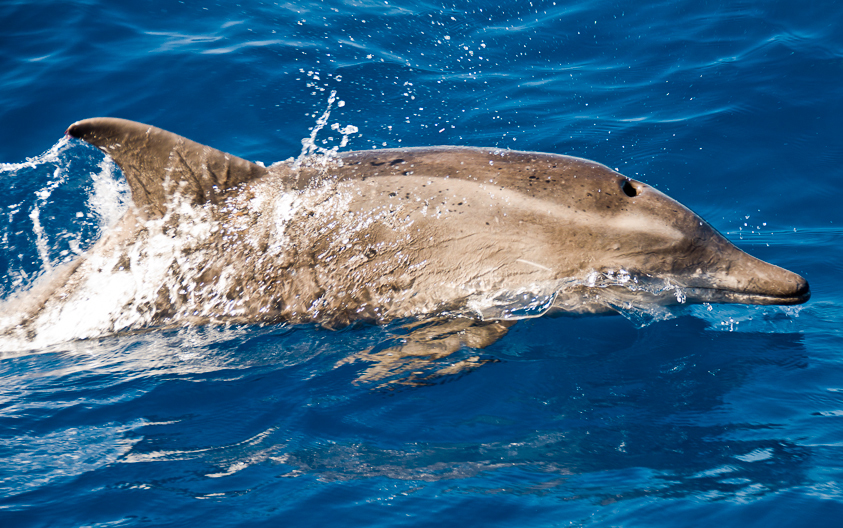
Steno bredanensis nadando

O golfinho de dentes rugosos é uma espécie relativamente grande, com adultos variando de 2,09 a 2,83 metros de comprimento e pesando entre 90 e 155 quilos; Os machos são maiores que as fêmeas. Sua característica mais visível é a cabeça cônica e o nariz delgado; outros golfinhos têm um focinho mais curto ou um melão mais saliente na testa. Como o nome comum da espécie indica, os dentes também são distintos, tendo uma superfície rugosa formada por numerosas cristas estreitas e irregulares. Foi relatado que eles tinham entre dezenove e vinte e oito dentes em cada quarto da mandíbula.
As aletas são definidos mais para trás ao longo do corpo do que em outros golfinhos semelhantes, embora, no mar este golfinho pode ser confundida com os golfinhos rotadores, pintados-pantropicais e do gênero Tursiops. A barbatana dorsal é pronunciada, sendo de tendo 18 a 28 centímetros de altura. Os flancos do animal são cinza claro, enquanto o dorso e a barbatana dorsal são cinza muito mais escuros. Os indivíduos mais velhos costumam ter marcações rosadas, amarelas ou brancas distintas ao redor da boca e ao longo da parte inferior.

## População e distribuição
A distribuição e a população do golfinho de dentes ásperos são mal compreendidas. Eles habitam os oceanos Pacífico, Atlântico e Índico e no Mar Mediterrâneo, em águas temperadas quentes a tropicais, com relatos ocasionais de ambientes mais frios. Avistamentos ao vivo são quase universalmente feitos longe da costa, além da plataforma continental, em água a pelo menos 1 quiômetro de profundidade.
A maior parte da atividade de pesquisa sobre o golfinho foi direcionada ao Pacífico oriental, onde uma estimativa de população de 150.000 foi obtida. Os fósseis pertencentes ao gênero Steno são conhecidos na Europa e datam do início ao meados do Plioceno .
No Mar Mediterrâneo, Já considerou que a espéce apenas visitava a partir Atlântico Norte, até que descobertas recentes revelaram que há uma pequena população que de fato reside na parte oriental desse mar.

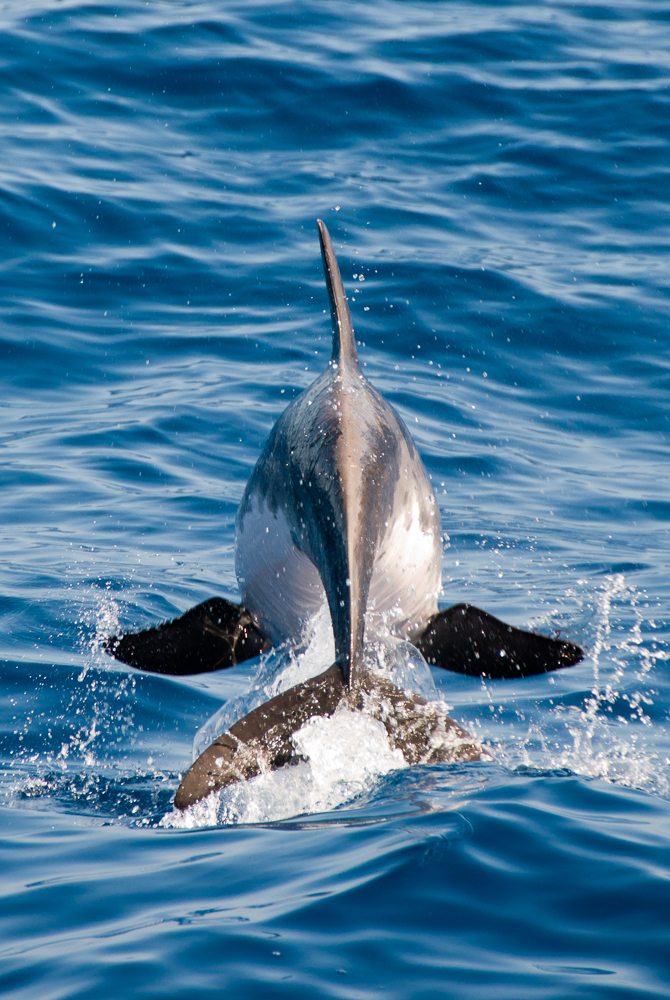
Visão posterior do golfinho de dentes rugosos

Os golfinhos de dentes rugosos são animais tipicamente sociais, embora indivíduos solitários também sejam avistados.Um grupo médio tem entre dez e vinte membros, mas eles podem variar de dois a noventa. Esses grupos são considerados assembléias temporárias, compostas de grupos menores e mais permanentes de dois a oito indivíduos intimamente relacionados que ocasionalmente se juntam a outros. Eles também já foram visto agrupadosjunto com outras espécies de golfinhos e com baleias-piloto, falsas orcas e baleias jubarte .
Já foi relatado que golfinhos de dentes rugosos nadam em arco em várias ocasiões, embora aparentemente eles não o façam com tanta frequência como muitas outras espécies de golfinhos. Eles geralmente "deslizam", nadando com a cabeça e o queixo acima da superfície da água. Eles são conhecidos por serem capazes de mergulhar a pelo menos 50 metros e capazez de permanecer debaixo d'água por pelo menos quinze minutos. Seus cliques de ecolocalização são excepcionalmente breves, durando não mais do que 0,2 segundos e têm uma frequência relativamente baixa, variando de 2,7 a 256 kHz, com uma frequência máxima de pico de 25 kHz. Eles também fazem apitos mais longos com uma frequência entre 3 e 12 kHz.
Embora os detalhes de sua dieta são vagos, o conteúdo do estômago de presos golfinhos incluíram tais peixes como Atheriniformes, zambaio-roliços, Osmeridae, Trichiuridae, e várias lulas e polvos. Acredita-se que os predadores em golfinhos de dentes rugosos incluam baleias assassinas e tubarões.

## Reprodução
Os golfinhos de dentes rugosos dão à luz a um único filhote, após um período de gestação desconhecido; também não se sabe se eles têm ou não uma estação de reprodução distinta. Os jovens têm cerca de 1 metro de comprimento ao nascer e crescem rapidamente durante os primeiros cinco anos de vida. As fêmeas atingem a maturidade sexual em algum lugar entre seis e dez anos de idade, e os machos entre cinco e dez anos.